# Région méditerranéenne (phytorégion)
Pour les articles homonymes, voir Méditerranée (homonymie).
Localisation
La région méditerranéenne est une phytorégion, définie par Armen Takhtajan dans son ouvrage Floristicheskie oblasti Zemli (en français, « Les régions floristiques du monde »), en 1986. Elle englobe les aires littorales du bassin méditerranéen. Elle appartient au royaume holarctique ou boréal et au sous-royaume du Tethyan.

## Frontières géographiques
La région méditerranéenne s'étend de l'Italie au Maroc (du nord au sud) et du Portugal à la Jordanie (d'ouest en est). Elle couvre l'Europe, le Proche-Orient et l'Afrique du nord et comprend : le Portugal, l'Espagne, la France, l'Italie, la Grèce, le Maroc, l’Égypte, la Libye, la Tunisie, l’Algérie, la Jordanie, les pays des Balkans, le Liban, la Syrie et Israël. Elle couvre une surface de 2 085 292 km2.
Cette région possède des montagnes dont l'altitude peut dépasser 4 500 m, des péninsules et des archipels.
La phytorégion méditerranéenne peut être subdivisée en 9 sous-régions :
1. Le nord du Maroc ;
2. le sud ouest méditerranéen ;
3. le sud méditerranéen ;
4. la péninsule ibérique ;
5. les Baléares ;
6. la Ligurie-tyrrhénienne ;
7. l'Adriatique ;
8. l'est méditerranéen ;
9. la Crimée-Novorossiïsk.

La phytorégion méditerranéenne voit ses frontières coïncider avec celles du biomes Fôrets, terres boisées et broussailles méditerranéennes.
La phytorégion méditerranéenne est généralement délimitée par le périmètre au sein duquel la culture de l'olivier est possible.

### La zone de l'olivier
Le botaniste Charles Flahault, un des pères fondateurs de la phytosociologie et de la phytogéographie, a proposé une délimitation de la région méditerranéenne définie par le périmètre à l’intérieur duquel la culture de l’olivier est réalisable. En effet, de nombreuses espèces animales et végétales suivent une aire de répartition similaire à l’olivier. Nous considérerons donc la zone où l'olivier peut pousser comme limite de la région phytogéographique méditerranéenne.
La culture de l’olivier et la présence d’espèces de « type » méditerranéen dépendent de différents facteurs, notamment :
1. l’influence maritime ;
2. les précipitations ;
3. les vents ;
4. le taux d’ensoleillement[2]

## Le climat méditerranéen

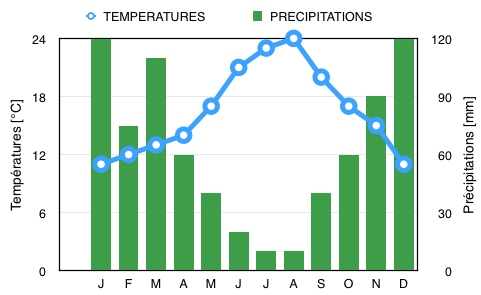
Exemple de diagramme ombrothermique pour un lieu sous l'influence du climat méditerranéen

Le climat méditerranéen est un type de climat tempéré.
Les saisons y sont bien marquées :
- Les étés sont chauds et secs
- Les hivers sont doux et humides

Les précipitations en milieu méditerranéen ont une faible fréquence mais une forte intensité due à la chaleur qui provoque de violents orages. Il pleut entre 300 et 1 000 mm par an, moins de 100 jours par an. Les températures estivales maximales peuvent se rapprocher facilement des 40 °C et sont en moyenne supérieures à 22 °C. L’hiver, les températures sont généralement comprises entre −3 °C et 18 °C mais sont en moyenne de 9 °C. Il peut y avoir des périodes très venteuses dues au Sirocco et au Mistral. Ces conditions climatiques influencent de manière considérable la végétation de la région.
En été, la quantité d’eau qui tombe sous forme de précipitations est inférieure à la consommation totale des êtres vivants et à l’évaporation du sol. Ainsi, les espèces animales et végétales doivent faire preuve d’adaptations face au manque d’eau durant la saison chaude. Les seules réserves disponibles sont alors constituées par l’eau accumulée dans la nappe phréatique durant l’hiver. L’irrigation est ainsi nécessaire pour un meilleur rendement agricole.
| Mois                                | jan. | fév. | mars | avril | mai  | juin | jui. | août | sep. | oct. | nov. | déc. | année |
| ----------------------------------- | ---- | ---- | ---- | ----- | ---- | ---- | ---- | ---- | ---- | ---- | ---- | ---- | ----- |
| Température minimale moyenne (°C)   | 2,6  | 3,7  | 5,6  | 7,2   | 10,7 | 15,1 | 18,4 | 18,2 | 15   | 10,2 | 6    | 3,8  | 9,7   |
| Température maximale moyenne (°C)   | 9,7  | 12   | 15,7 | 17,5  | 21,4 | 26,9 | 31,2 | 30,7 | 26   | 19   | 13,4 | 10,1 | 19,5  |
| Précipitations (mm)                 | 37   | 35   | 26   | 47    | 52   | 25   | 15   | 10   | 28   | 49   | 56   | 56   | 436   |
| Nombre de jours avec précipitations | 9    | 9    | 7    | 11    | 12   | 7    | 3    | 3    | 5    | 9    | 9    | 11   |       |

| Mois                              | jan. | fév. | mars | avril | mai  | juin | jui. | août | sep. | oct. | nov. | déc. | année |
| --------------------------------- | ---- | ---- | ---- | ----- | ---- | ---- | ---- | ---- | ---- | ---- | ---- | ---- | ----- |
| Température minimale moyenne (°C) | 8,9  | 8,4  | 9,9  | 11,9  | 15,8 | 19,7 | 22,3 | 23,1 | 20,2 | 17,4 | 13,5 | 10,2 | 16    |
| Température maximale moyenne (°C) | 14,7 | 14,6 | 16,9 | 19,3  | 23,8 | 27,9 | 30,4 | 30,9 | 27,4 | 24,3 | 19,6 | 15,8 | 23    |
| Précipitations (mm)               | 71   | 65   | 59   | 44    | 25   | 12   | 5    | 13   | 41   | 98   | 94   | 80   | 610   |

## Géologie et pédologie
Durant l’ère secondaire, la mer a déposé d’épaisses couches de calcaires. Ces couches apparaissent aujourd’hui en surface et recueillent la végétation typique des garrigues. Quand la roche est nue, elle reflète un blanc éclatant qui fait la beauté de certaines régions comme la Provence, la Grèce, la Turquie ou l’Algérie.
Plus tard, la collision des plaques tectoniques africaine et européenne a formé les alpes et est responsable de l’apparence abrupte des côtes méditerranéennes, constituées de montagnes généralement escarpées se jetant dans la mer. On retrouve ce paysage typique sur la Côte d’Azur, en Corse, en Crète, au nord algérien ou encore au sud-est espagnol.
Certaines espèces poussent uniquement sur roche calcaire et dolomitique, d’autres seulement sur terrain siliceux acide (roches cristallines et métamorphiques). Il existe également des zones recouvertes par un dépôt récent et de nature diverse qui a alors une influence moins forte sur la végétation. L'intensité des précipitations et le relief de la région méditerranéenne favorisent l'érosion. Ainsi à de nombreux endroit, le sol a disparu, la roche est donc à fleur et privée de végétation. Pour finir, certaines espèces de plantes sont peu influencées par la nature de la roche.
Les sols les plus fréquemment rencontrés dans la région méditerranéenne sont les brunisols et les sols isohumiques,.

## Flore
La phytorégion méditerranéenne abrite environ 22 500 espèces de plantes dont 11 700 (52 %) sont endémiques. Elle est donc considérée comme l'un des plus hauts lieux de diversité dans le monde.
On retrouve, dans cette phytorégion, une certaine diversité de formations végétales. En effet, la disponibilité des ressources en eau, la salinité du milieu et le type de roche mère varient énormément d’un endroit à l’autre permettant à certains types d'espèces de s'établir dans un lieu, en empêchant l'accès à d'autres.
Les quatre principaux types de formations végétales sont :
1. La garrigue : elle pousse sur les sols calcaires (basique). Les espèces y dominant sont le Chêne kermès et le Chêne vert. Cette végétation est basse et résulte d'une dégradation de la forêt méditerranéenne qui l'a précédée.
2. Le maquis : il pousse sur les sols siliceux (acides). On y retrouve des espèces typiques comme l'Arbousier, le Lentisque et le Chêne-liège.
3. La pinède : elle est en général constituée de Pins d'Alep ou de Pins parasols.
4. La chênaie : elle peut être constituée de chênes à feuilles persistantes: principalement le Chêne vert ou le Chêne-liège ou de chênes à feuilles caduques: principalement le Chêne pubescent.

5 étages de végétation fondamentaux, définis par Pierre Quezel, sont distinguables en suivant des altitudes croissantes:  
1. L'étage thermoméditerranéen (forêts à conifères thermophiles et à formations à Olivier, Caroubier et Lentisque)
2. L'étage mésoméditerranéen (forêts de Chênes sclérophylles)
3. L'étage supraméditerranéen (chênaies caducifoliées)
4. L'étage montagnard méditerranéen (forêts à conifères montagnards, Cèdre, Pin noir, etc.)
5. L'étage oroméditerranéen (forêts à Génévrier)

Autrefois, la majeure partie du territoire de la phytorégion méditerranéenne était recouverte de forêts à feuillage persistant, caduc ou de conifères. Les activités humaines, durant plus de 8000 ans, ont remodelé la végétation. De nos jours, les matorrals à Juniperus, Myrtus, Olea, Phillyrea, Pistacia et Quercus (des genres typiques de la phytorégion méditerranéenne) ont remplacé les forêts. On retrouve toutefois toujours les genres importants qui peuplaient les anciennes forêts qui dominaient la région avant l'intervention de l'homme comme Arbutus, Calluna, Ceratonia, et Chamaerops. La végétation méditerranéenne forme une mosaïque nomade et éphémère qui subit des cycles réguliers de dégénérescence et de régénération. Cette complexité spatio-temporelle explique pourquoi cette phytorégion possède une telle richesse floristique.
La zone de l'olivier est, comme son nom l'indique, une région propice pour la culture des olives mais également de la vigne, du citron, des figues, des noix et de beaucoup d'herbes aromatiques comme le romarin, la sauge ou le thym,.

### Les arbres de la forêt méditerranéenne

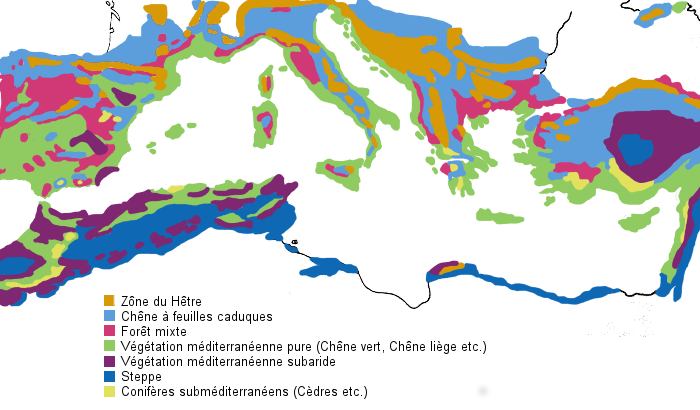
Carte de la végétation méditerranéenne

#### Les chênaies à feuilles persistantes
Le Chêne vert et le Chêne-liège sont les deux principales espèces de chênes à feuilles persistantes de la région méditerranéenne. Ils sont considérés comme la végétation méditerranéenne pure.
Le Chêne vert a une aire de répartition très large qui couvre tout le bassin méditerranéen. C'est une espèce peu exigeante mais qui nécessite suffisamment de lumière. Elle pousse aussi bien dans les zones humides que dans les zones arides. Cette espèce peut supporter le gel et des températures allant jusqu'à −12 °C. On le trouve jusqu'à 2 900 m d'altitude dans le Haut-Atlas. C'est une espèce relativement généraliste en matière de sol. En effet, elle serait présente partout sans la concurrence d'espèces plus compétitives sur des types de sol auxquels ces dernières sont mieux adaptées. Cet arbre peut atteindre 20 m de haut, mais, en général, les bois de Chênes verts sont constitués de petits arbres. Cette espèce peut même servir de sous-bois arbustif pour d'autres espèces d'arbres; il sera alors accompagné de conifères comme le Pin d'Alep ou le Cèdre. Le sous-bois des forêts de Chênes verts sont constitués principalement d'espèces ligneuses comme le Chêne kermès, le Lentisque, le Genévrier oxycèdre, le Laurier tin et le Térébinthe.
L'aire de répartition du Chêne liège est beaucoup plus restreinte (Méditerranée occidentale et côte atlantique du Maroc à l'Aquitaine). Cette espèce est plus sélective au niveau des sols; elle ne tolère pas les sols calcaires et nécessite impérativement des sols siliceux. Elle tolère mal le froid et a donc besoin d'hivers doux durant lesquels les précipitations sont abondantes. Sa crainte des gelées printanières ne lui permet pas de monter aussi haut que le chêne vert. On la trouve ainsi jusqu'à 1 600m d'altitude maximum au Maroc. Les espèces qui constituent son sous-bois sont soit silicicoles soit généralistes comme le Lentisque, le Genévrier oxycèdre, l'Arbousier ou les bruyères.

#### Les arbres à feuilles caduques
Les arbres à feuilles caduques poussent principalement dans les zones où la sécheresse estivale est moins drastique, comme les montagnes plus humides et moins chaudes ou les zones de transition avec le climat océanique ou continental. Ils peuvent être associés aux chênaies à feuilles persistantes et former une forêt mixte subméditerranéenne ou alors s'attribuer les zones plus humides, laissant aux chênes à feuilles persistantes les pentes plus sèches. Les arbres à feuilles caduques peuvent être soit des espèces courantes en climat tempéré, comme le Chêne pubescent, soit des espèces propres aux climats de transition cités précédemment, comme le Chêne macédonien, le Chêne lusitanien et le Chêne zéen (qui gardent souvent leurs feuilles, bien que fanées, jusqu'à la fin de l'hiver) ou le Chêne du Mont Thabor (qui perd ses feuilles durant une courte période). En plus des chênes, on trouve également d'autres arbres à feuilles caduques comme le Peuplier, le Platane, le Frêne ormeau et le Châtaignier.

#### Les conifères
Dans la région floristique méditerranéenne, les conifères occupent une place importante. Le Pin d'Alep est l'espèce la plus courante. Son aire de répartition est comparable à celle du Chêne vert. Cette espèce nécessite beaucoup de lumière et de chaleur et craint le froid et l'excès d'humidité. C'est donc l'espèce la plus représentative des régions sèches et ensoleillées. Le Pin d'Alep a comme particularité d'être une espèce pyrophile. En cas d'incendie, ses cônes sont capables de protéger leurs graines avant d'éclater sous l'effet de la chaleur, les graines sont ainsi répandues autour de l'arbre. De cette façon, cette espèce remplace les forêts de Chênes verts qui ont brûlé et forme une forêt secondaire. Le retour vers une forêt de Chêne vert est alors presque impossible car les incendies sont relativement fréquents. Dans les conifères méditerranéens on retrouve également le Pin maritime (calcifuge et amateur de terrains pauvres et sableux) et le Pin parasol, qui sont des espèces moins répandues. Certaines espèces de conifères sont principalement des arbres qui poussent en altitude comme le Cèdre, le Pin laricio et le Sapin d'Andalousie. Les Genévriers comme le Genévrier oxycèdre, le Genévrier commun et le Genévrier thurifère poussent dans les milieux les plus difficiles.

### Endémisme
Il y a un haut taux d'endémisme dans la région méditerranéenne. On répertorie environ 11 700 espèces de plantes endémiques, ce qui représente plus de la moitié des espèces poussant dans cette région.
De manière générale, les espèces endémiques se concentrent sur les îles, les péninsules, les falaises et les montagnes. Il n'y a que deux familles endémiques : les Aphyllanthaceae  (une seule espèce: Aphyllanthes monspeliensis) et les Drosophyllaceae (une seule espèce: Drosophyllum lusitanicum). Une radiation d'espèce a eu lieu dans certaines familles comme les Boraginaceae ou le genre Centaurium (Gentianaceae).
L'endémisme concerne particulièrement les arbres. On compte en effet 290 espèces d'arbres indigènes dont 201 sont endémiques. Les espèces comme le Cèdre du Liban, l'Arganier et le Dattier de Crète en sont de bons exemples. Le Dattier de Crête est le seul palmier originaire de la phytorégion méditerranéenne. Il ne se trouve qu'en Crète et en Turquie (péninsule de Datca).
Il existe au sein de la phytorégion méditerranéenne 9 hotspots caractérisés par une haute richesse spécifique et un endémisme de plus de 10 %. Ces neuf régions hébergent environ 5 500 espèces de plantes endémiques, soit 47 % du total des espèces endémiques méditerranéennes.
1. les montagnes de l'Atlas (Afrique du Nord)
2. le Rif-Bétique (sud de l'Espagne et côtes du Maroc et l'Algérie) ;
3. les Alpes maritimes et de ligures ;
4. les îles Tyrrhéniennes ;
5. le sud et le centre de la Grèce ;
6. la Crète ;
7. le sud de la Turquie / Chypre ;
8. Israël et le Liban ;
9. la Libye.

### Espèces protégées
Il existe plus de 120 espèces de plantes protégées dans la zone de l'Olivier.
Exemples :
- La Barbe de Jupiter
- L'Astragale adragante
- La Tymélée tarton-raire
- Le Petit Statice
- Le Laurier rose
- Le Gattilier ou Arbre chaste
- La Germandrée ligneuse
- Le Palmier nain
- Le Sérapias négligé
- L'Ophrys à grandes fleurs
- La Posidonie

### Adaptation au climat méditerranéen
Dans la phytorégion méditerranéenne, c'est l'été qui est le plus à craindre. La chaleur assèche le sol en profondeur et l'eau devient de plus en plus difficile à trouver. On retrouve alors diverses stratégies permettant de contourner ces contraintes climatiques:
- Certaines plantes se développent, fleurissent et fructifient durant la saison froide et se dessèchent totalement en été, ne subsistant que sous la forme de graines, attendant le retour des pluies pour germer.
- D'autres espèces comme l'Asphodèle porte-cerises font sécher leurs parties aériennes durant l'été et survivent alors sous forme de racines. Une fois l'été passé, elles reformeront des tiges feuillues.
- Beaucoup de plantes adoptent un feuillage sclérophylle et parviennent à rester bien vivantes en été, même en plein soleil et sur substrat rocailleux, grâce à une cuticule imperméable et une structure épaisse, empêchant toute perte d'eau par évaporation. À la surface des feuilles, les stomates sont tout de même présents pour laisser entrer le dioxyde de carbone nécessaire à la photosynthèse, laissant donc s'échapper de la vapeur d'eau, perte ma foi nécessaire à la circulation des sèves dans l'organisme. En cas de dessèchement, la plante peut réguler l'ouverture de ses stomates, afin de diminuer au maximum les pertes d'eau, limitant ainsi la photosynthèse. Les plantes peuvent optimiser le métabolisme de fixation du carbone en cas de chaleur et de sécheresse grâce à diverses techniques comme le mécanisme en C4 et la photosynthèse CAM.
- Il existe des plantes comme le Genêt d'Espagne ou l'Aphyllanthe de Montpellier qui sont dépourvues de feuilles et qui laissent aux tiges le soin de réaliser la photosynthèse. La surface d'échange étant réduite au maximum, les pertes d'eau le sont également.
- Au contraire, le Thym par exemple, possède une multitude de petites feuilles, augmentant considérablement la surface d'échange. L'avantage de cette technique est que les toutes petites feuilles cèdent rapidement leur chaleur à l'air ambiant, empêchant la plante de mourir de chaud.
- Le Chêne vert, l'Olivier, le Thym ou encore la lavande ont des feuilles revêtues d'un duvet de poils argentés permettant la réverbération de la lumière et refroidissant l'air à proximité des stomates, contrôlant ainsi le réchauffement de la plante. Certaines plantes vont simplement enrouler leurs feuilles afin de mettre leurs stomates à l'abri.
- Les herbes aromatiques comme la Lavande, le Romarin, le Fenouil sauvage, le Thym, la Sariette, l'Origan, etc., produisent des molécules aromatique générant un écran de parfum qui permettrait de limiter la perte d'eau.

Quelle que soit la stratégie adoptée, il ne s'agit là que de compromis. Les plantes de la région méditerranéenne ont de toutes façons une croissance estivale ralentie. Elles doivent alors protéger leurs feuilles contre les herbivores en les rendant coriaces, épineuses, toxiques ou désagréables au goût.

#### Le feuillage persistant
Sur les 201 espèces d'arbre endémiques à la région méditerranéenne, la moitié ont un feuillage persistant. En effet, malgré les feuilles caduques, le feuillage est tout de même persistant car les vieilles feuilles attendent que les nouvelles aient poussé pour tomber. Le gel est rare dans cette phytorégion. Peu de ressources sont donc nécessaires pour se protéger du froid et les feuilles sont moins facilement abimées. Ainsi les arbres conservent leurs feuilles l'hiver pour rattraper le temps perdu pendant la période de sécheresse, durant laquelle la croissance est limitée, afin de continuer de croître et de ne pas prendre de retard sur les concurrents.
Cette stratégie nécessite tout de même des adaptations (cuticule épaisse, feuilles coriaces, poils...) permettant de se protéger en cas de gel. L'avantage de cette manière de faire réside dans le fait que ces adaptations sont également utiles et nécessaires pour se protéger de la canicule et de l'évaporation en été.
Quand la sécheresse commence à durer, les arbres à feuillage persistant peuvent se séparer d'une partie seulement de leur surface foliaire afin de réduire l'évaporation.
Les feuillages caducs existent également dans la région méditerranéenne. La présence d'une espèce ayant adopté l'une où l'autre des stratégies dépend du microclimat. Un Chêne pubescent, à feuillage caduc, poussera sur un versant plus frais qu'un Chêne vert au feuillage persistant.

#### Le feu
En région méditerranéenne, le feu est un mécanisme important permettant de renouveler la végétation. En effet, une forêt méditerranéenne ayant brûlé laissera sa place à la garrigue et à toute sa diversité. Autrefois, les fermiers se servaient du feu pour maintenir les pâturages et empêcher l'installation de la forêt. De nos jours, à la suite de l'exode rural, le matorral se recouvre gentiment de broussailles, devenant de plus en plus sensible aux incendies. Les forêts grandissent et se rassemblent, générant une menace grandissante d'incendies gigantesques.

## Les différents milieux de la région méditerranéenne
(mai 2025).
La mise en forme du texte ne suit pas les recommandations de Wikipédia : il faut le « wikifier ».
Les points d'amélioration suivants sont les cas les plus fréquents. Le détail des points à revoir est peut-être précisé sur la page de discussion.
- Les titres sont pré-formatés par le logiciel. Ils ne sont ni en capitales, ni en gras.
- Le texte ne doit pas être écrit en capitales (les noms de famille non plus), ni en gras, ni en italique, ni en « petit »…
- Le gras n'est utilisé que pour surligner le titre de l'article dans l'introduction, une seule fois.
- L'italique est rarement utilisé : mots en langue étrangère, titres d'œuvres, noms de bateaux, etc.
- Les citations ne sont pas en italique mais en corps de texte normal. Elles sont entourées par des guillemets français : « et ».
- Les listes à puces sont à éviter, des paragraphes rédigés étant largement préférés. Les tableaux sont à réserver à la présentation de données structurées (résultats, etc.).
- Les appels de note de bas de page (petits chiffres en exposant, introduits par l'outil «  Source ») sont à placer entre la fin de phrase et le point final[comme ça].
- Les liens internes (vers d'autres articles de Wikipédia) sont à choisir avec parcimonie. Créez des liens vers des articles approfondissant le sujet. Les termes génériques sans rapport avec le sujet sont à éviter, ainsi que les répétitions de liens vers un même terme.
- Les liens externes sont à placer uniquement dans une section « Liens externes », à la fin de l'article. Ces liens sont à choisir avec parcimonie suivant les règles définies. Si un lien sert de source à l'article, son insertion dans le texte est à faire par les notes de bas de page.
- La présentation des références doit suivre les conventions bibliographiques. Il est recommandé d'utiliser les modèles {{Ouvrage}}, {{Chapitre}}, {{Article}}, {{Lien web}} et/ou {{Bibliographie}}. Le mode d'édition visuel peut mettre en forme automatiquement les références.
- Insérer une infobox (cadre d'informations à droite) n'est pas obligatoire pour parachever la mise en page.

Pour une aide détaillée, merci de consulter Aide:Wikification.
Si vous pensez que ces points ont été résolus, vous pouvez retirer ce bandeau et améliorer la mise en forme d'un autre article.
La région méditerranéenne est influencée par de nombreux facteurs comme la température, le régime des pluies et des vents, la nature des roches et des sols, l’exposition au vent, l’altitude, la proximité de la mer, etc. Ainsi, malgré son apparente homogénéité due à des conditions climatiques qui varient peu à l'intérieur de la zone, la végétation méditerranéenne est toutefois très hétérogène. En effet, cette région propose toute une palette de milieux naturels et donc de niches écologiques diverses. Chacun abrite des espèces animales et végétales très différentes et parfaitement adaptées à leur milieu. Il semble ainsi nécessaire de décrire la flore méditerranéenne en la divisant en fonction des différents milieux où elle pousse plutôt que de la décrire dans sa globalité.

### Les côtes rocheuses
Elles peuvent être constituées de roches calcaires ou cristallines. Les rochers sont confrontés au vent et à la violence des vagues contrairement aux côtes sableuses qui sont plus souples et donc moins violentées par la houle.
Des marmites et des alvéoles sont formées à la surface de la roche par suite de l’érosion lente causée par l’aire humide et les embruns. Cela est accentué sur le schiste à cause des racines qui cassent la roche. La roche calcaire peut elle être comparée à de la dentelle à cause de l’érosion karstique qui forme de nombreuses grottes au niveau de la mer. La base des côtes rocheuses est colonisée par des mollusques lithophages et des algues, qui accentuent le phénomène d’érosion. Les plantes qui y vivent sont résistantes mais rabougries.
Flore :
Les plantes vivant dans les côtes rocheuses doivent pénétrer les fissures de la roche, comme par exemple le Crithme maritime également surnommé Perce-pierre. Les plantes doivent exposer au vent une surface réduite, ainsi les pins qui vivent sur les côtes rocheuses arborent une forme de dôme. La végétation doit également résister au sel qui peut infliger des brûlures.
Espèces caractéristiques :
La Barbe de Jupiter, l’Euphorbe arborescente, le Crithme maritime, le Plantain alène, le petit Statice, le pin (souvent façonné de manière à résister au vent et aux embruns), etc.
Faune :
Les rochers peuvent fournir un abri efficace contre les prédateurs. Cependant, leur morphologie escarpée les limite aux espèces rampantes et volantes.
Espèces caractéristiques :
Les oiseaux marins comme le Goéland leucophée et la Mouette rieuse, les geckos comme l’Hémidactyle verruqueux et la Tarente commune, l’Escargot blanc, etc.

### Les dunes vives
Flore :
Le bas des plages ne peut pas être occupé par les végétaux car il est fortement imprégné d’eau salée et sans cesse remanié par les vents, ce qui en fait un milieu trop extrême.
En revanche, un peu plus loin des vagues se forment des dunes. L’eau de pluie s’y infiltre et, moins dense que l’eau salée, reste en surface, devenant un lieu viable pour les lentilles d’eau douce. La dune n’est toutefois pas toujours pleine et souvent il faut des racines très longues pour survivre. La rosée est un apport d’eau douce fondamental. La présence des Lentilles d’eau douce va permettre à des plantes pionnières adaptées aux embruns de pousser. On retrouvera alors des espèces comme l’Euphorbe des sables, qui va permettre d’élever la dune petit à petit en retenant le sable grâce à ses racines. Les Poacées vont poursuivre ce processus, suivies de près par les Apiacées. Les plantes ont alors un rôle fondamental dans la stabilisation de la plage.
Le vent marin salé, le vent sec provenant des terres, la chaleur, la sécheresse et l’instabilité du sol rendent ce milieu particulièrement extrême et imposent leurs contraintes aux espèces végétales. Elles doivent alors trouver des stratégies adaptatives pour survivre. Par exemple, l’Euphorbe des sables stocke l’eau dans ses feuilles charnues. Le Panicaut a une cuticule épaisse qui limite la perte d’eau et évite les brûlures dues au sel. Le Lis de mer enfonce son bulbe dans le sable continuellement afin de rester ancré dans le sol, mais quand il craint d’être recouvert par le sable, allonge alors rapidement sa tige afin de rester émergé. La Luzerne marine a des poils blancs qui lui permettent de résister à la chaleur.
Espèces caractéristiques :
L’Euphorbe des sables, le Panicaut maritime, la Fausse Ivraie maritime, le Chiendent des dunes, l’Oyat des dunes, le Panais porte-épines, le Cakilier maritime, etc.
Faune :
La faune des bords de mer préfère les dunes plus en retrait à celles du bord de plage, qui sont un milieu trop extrême. Cependant, ces dunes sont sujettes à une extrême sécheresse due à la forte réverbération du soleil sur le sable. Certaines espèces comme le Psammodrome des sables se protègent de la chaleur sous la végétation, d’autres adoptent un mode de vie nocturne comme le Scarite géant.
Espèces caractéristiques :
L’Escargot élégant, l’Escargot de Pise, l’Iule des sables, Armadillidium granulatum, Zoropsis spinimana, l’Epeire feuille, la Libellule écarlate, le Criquet migrateur, le Gomphe à pinces, l’Oedipode milanaise, le Fourmilion longicorne, l’Ammophile des sables, la Cicindèle flexueuse, le Scarite géant, le Pied-bot, la Tentyrie mucronée, Elenophorus collaris, la Pimélie à deux points, le Staphylin bleu, le Scarabée des dunes, la Noctuelle du Pancrais, Machimus sp., la Thérève des dunes, la Mouche de Saint-Marc, le Crapaud Calamites, la Rainette méridionale, le Pélobate cultripède, le Lézard espagnol, le Psammodrome des sables, etc. Les sangliers, les renards et les lapins peuvent également être aperçus sur les dunes à la nuit tombée.

### Les arrière-dunes
L’arrière des dunes est un milieu considérablement moins drastique que les dunes vives elles-mêmes. Ce milieu est plus humide et plus ou moins élevé. Il peut être légèrement salé. Ce milieu peut être qualifié d’écotone entre les dunes vives et les sansouires (marais d’eau saumâtre). Il peut être subdivisé en micro-milieux par suite des influences du vent, de l’altitude et de l’eau.
Flore :
Les plantes vivant dans ce milieu doivent résister à la sécheresse et à l’instabilité du sable. Elles sont liées aux Lentilles d’eau douce des dunes vives. En descendant un peu, on trouve une zone plus humide qui se rapproche petit à petit de la nappe d’eau salée et des mares temporaires (eau douce). La végétation y est plus dense et on retrouve des espèces aimant l’eau comme les Joncs.
Les arrière-dunes sont abritées du vent par les dunes vives, ce qui donne la possibilité aux buissons, puis aux arbres d’ancrer leurs racines et de stabiliser le sol.
Espèces caractéristiques :
L’Anthémis maritime, l’Immortelle stoechas, la Clématite brûlante, l’Onagre oenothera sp., la Julienne des sables, la Canne de Ravenne, le Choin noircissant, le Jonc maritime, le Jonc aigu, etc.

### Les dunes fixées
Les dunes fixées sont le résultat de l’installation de la forêt sur d’anciennes dunes vive ou de la plantation du pin par l’homme. Ce milieu est plutôt stable car il est protégé par ses arbres. Il n’est pas sujet aux caprices des vents et des embruns.
Flore :
Le sol est petit à petit recouvert de feuilles mortes, créant un apport en matière organique et permettant aux arbustes de pousser afin de chercher la lumière sous les pins. L’évolution de la végétation des dunes vives vers le climax forestier commence par l’apparition de plantes typiques comme le Thym et les Bruyères multiflores. La présence de silice permet à de plantes préférant les milieux non-calcaires de pousser. Plus tard, pousseront des arbustes typiques du climat méditerranéen comme le Pistachier lentisque et le Genévrier de Phénicie. En ce qui concerne les arbres, on retrouvera les Peupliers blancs et noirs dans les zones plus humides et le Pin parasol dans les zones plus sèches. Cette espèce tolères relativement bien les embruns, mais ne survit pas sur les dunes non fixées car il finit généralement déraciné ou ensevelit sous le sable, pas suffisamment retenu par la faible quantité de racines appartenant à la végétation éparse qui y pousse.
Espèces caractéristiques :
Pin parasol, le thym, la Bruyère multiflore, le Genévrier de Phénicie, l'Olivier de Bohême, le Tamaris de France, la Garance voyageuse, etc.
Faune :
La pie et l’aigrette font leur nid dans les plus hautes branches des pins alors que les arbustes comme le Genévrier de Phénicie vont accueillir d’autres espèces de passereaux, leur accordant une pause durant de leur vol migratoire.

### Les mares d'eau douce temporaires
Au printemps et en automne, les zones basses des arrières-dunes recueillent l’eau des pluies et alimentent ainsi la nappe d’eau-douce située sous le sable. Certains endroits se retrouvent totalement submergés, de manière éphémère et peuvent ainsi accueillir diverses espèces de Joncs ainsi que toute une faune particulière et hydrophile. Ces mares temporaires peuvent durer de quelques semaines à quelques mois et permettent à certaines espèces animales de se reproduire avant la saison chaude, durant laquelle la mare sera à nouveau asséchée.
Flore :
La période où l’eau ne manque pas étant courte, les plantes annuelles ont peu de temps pour fleurir et créer un stock de graines avant de sécher.
Espèces caractéristiques :
Le Choi, le Jonc maritime, le Jonc aigu, etc.
Faune :
La faune des mares doit elle aussi presser sa reproduction car un assèchement précipité de lourdes pertes dans les pontes des insectes et des vertébrés comme les batraciens. Certains crustacés pondent des œufs enkystés qui peuvent survivre jusqu’à des années en cas de sécheresse, n’éclosant qu’une fois un certain niveau d’eau atteint.
Espèces caractéristiques :
Le Crapaud Calamite, la Rainette méridionale, le Pélodyte ponctué, le Pélobate cultripède, Artemia salina, le Chirocéphale, le Branchipe, le Copépode, etc.

### Les sansouires
Les sansouires sont des zones presque au niveau de la mer, mais reculées dans les terres. Le sel y est prédominant puisqu’il est incrusté dans le sol et dissout dans l’eau. La végétation doit donc s’y accommoder. En effet, le sel peut brûler les parties aériennes, empêcher l’eau de monter dans les racines en la retenant dans le sol et même empoisonner la plante. Dans les plantes qui survivent en milieu salé, on retrouve les halophytes qui résistent au sel sans l’utiliser (comme les roseaux, le Tamaris de France, des algues et plantes aquatiques ou encore les phragmites) et les halophiles qui ont besoin du sel pour survivre. Les plantes typiques des sansouires appartiennent surtout à la 2e catégorie.
Ce milieu peut être sous-divisé en sous-milieux suivant le degré de salinité et les caractéristiques du sol.
Flore :
La flore des sansouires est constituée de buissons formant des amas compactes et homogènes. La caractéristique halophile des plantes résidant dans ce milieu étant peu commune, la diversité qui y règne est restreinte. La présence de trois ou quatre espèces adaptées à ce mode de vie est un bon indicateur pour tracer les limites du milieu. Ces espèces parviennent à stocker l’eau dans leurs tissus pour résister à la sécheresse et son également capable de filtrer l’eau salée du sol ou d’extraire le sel par l’intermédiaire de pores sur le dessous des feuilles. Certaines espèces profitent de l’eau douce stockée dans les buttes pour s’incruster dans le milieu, sans y être réellement adapté.
La Salicorne est un genre particulièrement adapté à l’excès de sel. On retrouve de grandes salicornes ligneuses également dans des zones éloignées des étangs salés car, l’eau s’étant évaporée, la concentration en sel du sol y est très élevée.
Espèces caractéristiques :
Des zones les plus proches de la surface de l’eau aux zones les plus éloignées : la Soude en buisson, l’Obione, le Réséda blanc, la Soude maritime, Salsola soda,  Bassia hirsuta, Sarcocornia perrennis, la Salicorne en buisson, la Salicorne à gros épis, le Statice fausse-vipérine, le Statice de Narbonne, etc.
Faune :
La faune qui vit dans ce milieu est peu diversifiée. On retrouve surtout des animaux de passage qui viennent s’y nourrir ou s’y reproduire. Les moustiques halophiles comme Aedes caspius et Aedes detritus pondent leurs œufs sur le sol asséché et éclosent une fois le milieu à nouveau envahit par l’eau. Leur cycle larvaire étant très court, la descendance a le temps de s’envoler avant que les prédateurs aient pu recoloniser le milieu, générant de véritables invasions de moustiques.
Espèces caractéristiques :
Le lapin, le renard, le sanglier, la Forficule maritime, la Forficule des rivages, Aedes caspius, Aedes detritus, les oiseaux marins (lieu de reproduction): l’Huîtrier pie, le Gravelot à collier interrompu, l’Avocette élégante, l’Echasse blanche, etc.

### Les prés salés
Les prés salés sont des prairies qui se retrouvent un peu au-delà des sansouires. Ils sont verts de l’hiver au printemps. En effet le sol profite des pluies automnales pour se gorger d’eau douce, diminuant pour quelque temps la concentration en sel de sa couche superficielle.
Flore :
Les pluies automnales permettent l’installation de pelouses constituées d’espèces résistant tant bien que mal à la salinité tout de même importante du sol. Ces prairies basses sont entretenues par le bétail, mais durant la saison estivale, l’assèchement des plantes et l’émergence du sel force les bêtes à se nourrir plus en retrait sur les terres.
Plus on s’éloigne des sansouires et plus la végétation se densifie, devient luxuriante et de type prairie haute. L’influence du sel diminue au profit de celle de l’eau douce apportée par les marais d’eau douce.
Espèces caractéristiques :
Des zones les plus proches des sansouires aux zones les plus éloignées : Les Saladelles, les Centaurées, les Spergulaires, les Poacées vivaces, les Trèfles, les Luzernes, les Pâquerettes (la Pâquerette annuelle propre au climat méditerranéen), le Narcisses tazette, etc.

### Les étangs saumâtres
Les étangs saumâtres appartenaient autrefois à la mer. Ils ont d’ailleurs conservé les espèces animales et végétale de la Méditerranée. Ils sont par ailleurs toujours reliés par l’intermédiaire des graus (ou estuaires), des eaux très poissonneuses alimentées par l’eau excédentaire des étangs. Ils sont influencés par la marée car l’eau de la mer s’y engouffre sous l’effet de la houle. Leur taux de salinité équivaut à celui de la mer avec des variations lors des périodes de sécheresse ou de pluies.
Au printemps, d’une faible profondeur, les étangs se réchauffent plus rapidement que la mer, permettant à de nombreuses espèces de plantes ainsi qu’au zoo et au phytoplancton de faire un boom biologique, augmentant considérablement les apports en nourritures et attirant ainsi les espèces migratrices et autres prédateurs.
Il arrive que les algues prolifèrent à cause de la grande quantité de nutriments et asphyxient l'étang. Si, en plus de cela, les cours d'eau alimentant l'étang amènent des alluvions en grande quantité, leur accumulation aura comme conséquence la fermeture de l'étang.
Flore :
La flore qui s’installe dans les étangs saumâtres forme des herbiers. Ce sont principalement des espèces d’algues et de plantes à fleurs marines.
Espèces caractéristiques :
La Zostère de Nolte, la Zostère marine.
Faune :
On trouve dans les lagunes une faune très diversifiée où tous les grands groupes marins sont représentés : méduses, vers, mollusques, oursins, éponges, crustacés et poissons. Ces espèces colonisent la végétation (herbiers et algues) ou le substrat (vase, sable). Les poissons migrateurs et les oiseaux marins sont attirés par cette abondante source de nourriture. La plupart des espèces pondent en mer et utilise l’étang uniquement afin de s’engraisser. Quelques espèces s’y reproduisent tout de même comme les Gobies noir. L’oiseau le plus caractéristique des étangs saumâtre est le Flamant rose.
Espèces caractéristiques :
L’Actinie rouge, Beroe ovata, l’Anémone de mer, Mercierella enigmatica, Nereis sp., Cersatoderma glaucum, la Modiole de l’Adriatique, le Haricot de mer, la Tape dorée, la Moule de Méditerranée, Venus verrucosa, la Spurille de Naples, Cerithium vulgatum, le Pycnogonide marin, Copépode, Idothea sp., Sphaeroma serratum, Artemia salina, des Amphipodes, le Pagure du sable, le Crabe poilu, Le Graspe marbré, le Crabe des estuaires, le Gobie noir, la Blennie paon, Hippocampus hippocampus, le Souclet des lagunes, le Mulet doré, la Dorade, la Petite Aiguille de mer, le Sar à tête noire, le Flamant rose, le Grand Cormoran, la Grèbe huppé, le Tadorne de Belon, l’Aigrette garzette, le Fuligule morillon, l’Avocette élégante, l’Huîtrier pie, l’Échasse blanche, le Chevalier gambette, le Goéland leucophée, le Gravelot à collier interrompu, la Mouette rieuse, la Sterne pierregarin, la Sterne naine, le Ragondin, etc.

### Les marais d’eau douce
Les marais d’eau douce ont une faible teneur en sel. Juste assez faible pour convenir aux phragmites. En été, la chaleur fait s’évaporer l’eau à la surface des marais et les fait ressembler à des îlots tropicaux. Comme les sansouires, en période de sécheresse, ces marais peuvent être asséchés.
Flore :
Les marais d’eau douce sont un lieu de prédilection pour les roseaux, les massettes et les phragmites. Ce milieu étant dégagé, leurs graines se répandent facilement grâce au vent et leur rhizomes ont de la place pour s’étendre.
Espèces caractéristiques :
Le Roseau commun, le Scirpe en jonc, le Jonc aigu, le Scirpe maritime, le Choin noircissant, la Laîche des rives, la Laîche pendante, la Laîche étirée, le Jonc aigu, la Jussie faux péplis, l’Epilobe hérissée, la Salicaire commune, l’Iris des marais, la Lysimaque vulgaire, la Grande Vrillée, le Potamot pectiné, la Guimauve officinale, les Myriophylles, Ranunculus baudottii, les Lentilles d’eau, etc.
Faune :
Les marais d’eau douce regroupent les caractéristiques eau, chaleur et végétation. Ainsi la faune y est très variée et dense. On retrouve notamment de nombreux reptiles, batraciens et arthropodes.
Espèces caractéristiques :
Le ragondin, le Héron pourpré, le Busard des roseaux, le Canard souchet, la Bécassine des marais, la Sarcelle d’hiver, la Rousserole Turdoïde, la Foulque macroule, le Cheval de Camargue, etc.

### Le matorral
Ce mot espagnol, choisi par la communauté scientifique, comprend les milieux appelés en France « maquis » et « garrigue ». Le matorral et le type de formation végétale qui s’installe partout en milieu méditerranéen, pourvu que le sol ait été dégagé au préalable, par le feu par exemple. Cette végétation est adaptée à la sécheresse.

#### Flore
Le matorral est principalement constitué de buissons et arbrisseaux (plantes ligneuses).
Espèces caractéristiques :
Le Ciste de Montpellier, le Ciste à feuilles de sauge, le Ciste crépu, le Ciste à feuilles de laurier, le Ciste ladanifère, le Ciste cotonneux ou blanc, le Calycotome épineux, le Genêt d’Espagne, le Genêt Scorpion, l’Ajonc de Provence, la Coronille à allure de jonc, la Bruyère arborescente, la Bruyère multiflore, la Bruyère à balais, l’Arbousier, le Romarin, le Chêne kermès, Cytinus hypocistis subsp. Clusii, l’Œillet prolifère, la petite Coronille, l’Astragale de Montpellier, la Bugrane naine, l’Argyrolobe de Linné, la Camélée, la Rue d’Alep, le Lin campanulé, la Grande Euphorbe, l’Euphorbe de Nice, l’Hélianthème des Apennins, l’Hélianthème d’Italie, le Fumana à feuilles de thym, le Fumana fausse bruyère, le Paliure épine du Christ, Myrtus communis, le Buplèvre ligneux, la Germandrée tomenteuse, le Phlomis lychnite, le Bugle ivette, le Xéranthème fermé, le Grémil ligneux, la Lavande stéchade, le Thym vulgaire, la Crapaudine romaine, la Linaire couchée, le Plantain afra, le Chèvrefeuille des Baléares, la Globulaire arbrisseau, la Stéhéline douteuse, la Santoline petit-cyprès, la Leuzée conifère, l’Asphodèle rameux, l’Iris nain, le Narcisse douteux, l’Aphyllanthe de Montpellier, le Brachypode rameux, la Laîche de Haller, etc.

#### La garrigue

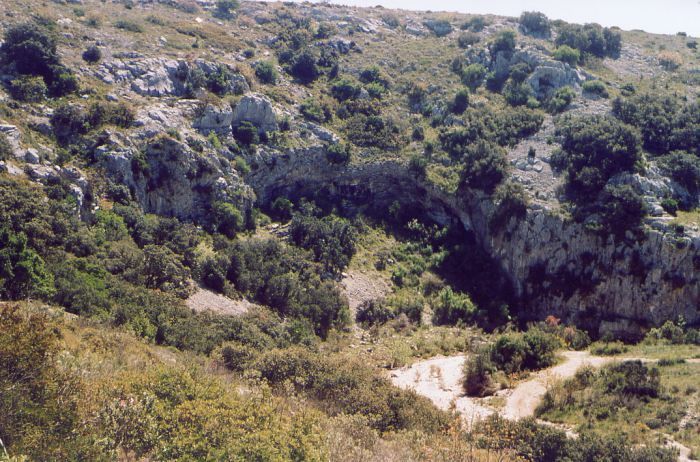
Paysage de garrigue dans le Languedoc

La roche calcaire rend les sols basiques. Le matorral poussant sur sol calcaire est communément appelé « garrigue ». Autrefois, la garrigue était entretenue par l’homme via le feu ou le passage des troupeaux. De nos jours, elle est doucement remplacée par les forêts de chênes et de pins, même si elle conserve son nom. La roche calcaire, d’un blanc éclatant, y est souvent à fleur.

##### Flore
La garrigue est constituée de trois formations végétales principales :
1. Les pelouses
2. Le matorral
3. Les forêts

Elles s’étendent de la mer à la limite de la zone de l’olivier.
Espèces caractéristiques :
Le Pin parasol, le Genévrier oxycèdre, l’Ajonc de Provence, la Coronille à allure de jonc, la petite Coronille, l’Astragale de Montpellier, l’Argyrolobe de Linné, la Camélée, la Rue d’Alep, le Lin de Narbonne, la Grande Euphorbe, l’Euphorbe de Nice, le Chêne vert, le Chêne-liège, l’Œillet prolifère, le Sédum de Nice, le Genêt Scorpion, le Nerprun alaterne, le Paliure épine du Christ, le Pistachier térébinthe, le Pistachier lentisque, le Coris de Montpellier, le Filaire à feuilles étroites, le Gaillet à feuilles en courroie, le Grémil ligneux, la Lavande aspic, le Phlomis lychnite, le Romarin, le Thym vulgaire, le Buis, le Fumana à feuilles de thym, le Fumana fausse bruyère, la Crapaudine romaine, le Ciste de Montpellier, le Ciste cotonneux ou blanc, le Chèvrefeuille des Baléares, l’Aphyllanthe de Montpellier, l’Iris nain, la Leuzée conifère, la Centaurée du solstice, l’Asphodèle rameux ou perte-cerises, le Brachypode rameux, la Barlie de Robert, l’Ophrys jaune, la Sélaginelle denticulée, le Narcisse douteux, l’Astrée Hygrométrique, etc.

##### Faune
Les escargots sont plus répandus sur terrain calcaire. Le calcaire leur permet de fabriquer leur coquille.
Espèces caractéristiques :
Le Bulime tronqué, le Zonite d’Algérie, Solatopupa similis, Clausilia sp., le Scorpion languedocien, la Mygale maçonne, la Lycose de Narbonne, l’Argiope lobée, la Grande Epeire, l’Iule des sables, la Scolopendre ceinturée, un Géophile, Armadillo officinalis, le Loboptère fuyant, le Gloméris marginé, le Gloméris tacheté, la Mante religieuse, l’Empuse, l’Anthaxie magyare, le Crache sang, le Seps strié ou Seps à trois doigts, la Mante décolorée, le Phanéroptère liliacé, le Criquet égyptien, l’Oedipode bleue ou turquoise, le Phasme commun, la Cigale pygmée, le Fourmilion géant, le Citron de Provence, la Poliste gauloise, l’Abeille domestique, le Criquet printanier, la Zygène de la lavande, une Fourmi moissonneuse, le Psammodrome d’Algérie, le Lézard ocellé, la couleuvre de Montpellier, Taon du bétail, la Fauvette passerinette, la Fauvette pitchou, la Pachyure étrusque, la Perdrix rouge, le Traquet oreillard, la Souris à queue courte ou d’Afrique du Nord, la fouine, le sanglier, le renard, etc.

#### Le maquis

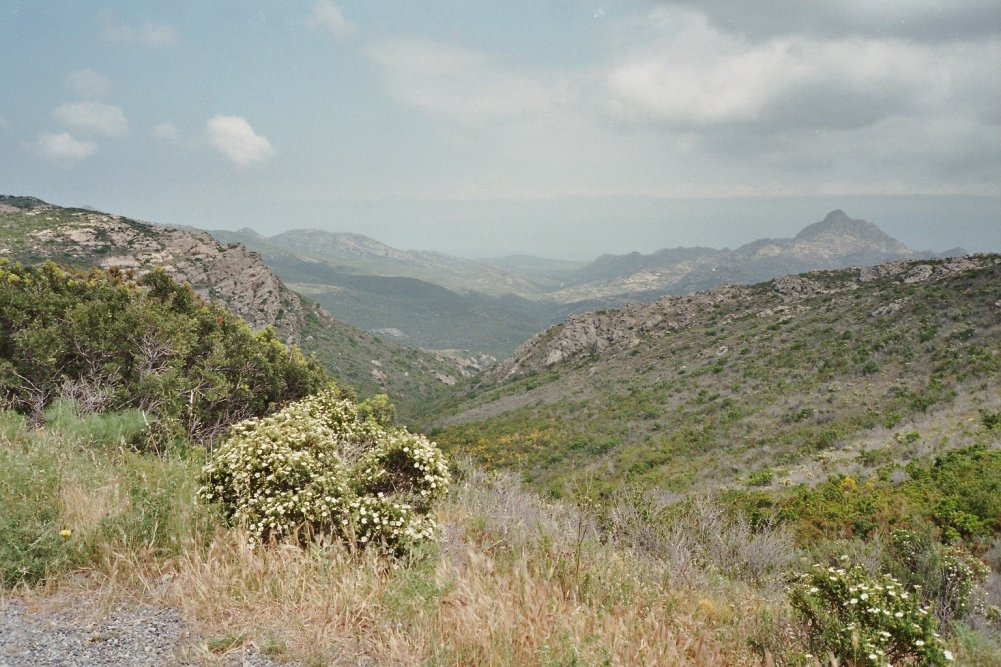
Maquis clairsemé en Corse

Les schistes, les grès et les granites contiennent tous de la silice et rendent les sols acides. Le matorral poussant sur un sol siliceux est communément appelé « maquis ».

##### Flore
Le maquis est colonisé par une végétation ligneuse et basse, parfois par des arbustes. Les schistes augmentent la rétention d’eau du sol. Cela permet d’hydrater les plantes comme la vigne durant l’été. C’est pour cela que la vigne pousse particulièrement bien en sol siliceux.
Les espèces du garrigue varient suivant si on se trouve en bord de mer ou près des montagnes.
Espèces caractéristiques :
Le Ciste de Montpellier, le Ciste cotonneux, la Lavande stéchade, le Filaire à feuilles étroites, la Callune, le Myrte, l’Ajonc de Provence, l’Arbousier, le Ciste à feuilles de Sauge, le Pistachier lentisque, le Calycotome épineux, le Cytise à trois fleurs, la Bruyère à blais, la Bruyère arborescente, Vitis vinifera,, etc.

##### Faune
La faune du maquis est identique à celle des garrigue. On y trouve cependant moins d’escargots car il y a moins de carbonate de calcium sur sol siliceux que sur sol calcaire.

### Les pelouses et prairies sèches
Certains espaces ne sont pas colonisés par les buissons, ni exploités par les cultures. Ainsi ils sont habités par des herbes se contentant de peu. Elles sont souvent vivaces et résistantes au passage des troupeaux. Le sol étant maigre et tassé, les arbrisseaux ne parviennent pas à s’y implanter. Les bergers entretiennent ces prairies par le biais du feu.
Flore :
Ces pelouses sont en général principalement constituées de Brachypodes.
Espèces caractéristiques :
Le Brachypode rameux, l’Aphyllante, l’Asphodèle, la Badasse, les Poacées sont omniprésentes (Avoines, Bromes, etc.), le Thym, la Lavande aspic, les Astéracées (Chardons, Carlines, Centaurées piquantes, etc.), les Apiacées, les Orchidaées (le genre ophrys particulièrement), etc.
Faune :
Espèces caractéristiques :
De nombreuses espèces de criquets, des sauterelles, la Mante religieuse, de nombreux coléoptères, de nombreux hémiptères, etc.

### La forêt méditerranéenne
Flore :
Dans la forêt méditerranéenne prospèrent le Pin d’Alep, le Pin maritime, le Chêne-liège, le Chêne pubescent et le Chêne vert. Le pin d’Alep domine en hauteur et en nombre et laisse passer un peu de lumière à travers ses branches épineuses. Le Chêne pubescent peut donc bien se développer mais laisse peu de place au Chêne vert, moins compétitif. Le Pin maritime et le Chêne-liège ne poussent, eux, qu’en terrain siliceux.
Les sous-bois des forêts méditerranéennes sont plus éclairés que les sous-bois des forêts poussant plus au nord ainsi, les arbustes du matorral poussent aisément dans ces sous-bois, cependant, leur plasticité phénotypique, accrue par ces nouvelles conditions de vie, les rend très difficiles à déterminer.
Au fil du temps, la forêt s’épaissit et la diversité spécifique diminue.
Espèces caractéristiques : (des sous-bois et des lisières ; ne sont pas citées celles du matorral) :
Le Chêne liège, le Chêne vert, le Chêne pubescent, le Pin maritime, le Pin d’Alep, Le Rouvet, le Laurier sauce, le Nombril de Vénus, l’Ellébore fétide, la Coronille arbrisseau, la Coronille glauque, l’Euphorbe des bois, l’Arbousier, la Bruyère arborescente, la Bruyère à balais, la Pervenche difforme, la Corroyère à feuilles de myrte, le Dompte-venin officinal, le Grémil pourpe-bleu, le Laurier-tin, la Garance voyageuse, le Chèvrefeuille étrusque, l’Asperge à feuilles aiguës, le Daphné garou, le Buplèvre rigide, l’Arum d’Italie, l’Orchis de Provence, le Limodore à feuilles avortées, l’Epipactis de Trémols, la Salsepareille d’Europe, le Capuchon de moine, le Petit Houx, la Doradille des ânes, le Polypode austral, la Capillaire des murailles, l’Amanite des Césars, le Lactaire sanguin, etc.
Faune :
Cet habitat, moins en contact avec les pesticides, est relativement bien conservé. Il y a donc moins de pertes d’insectes dans la forêt méditerranéenne que dans les autres milieux.
Espèces caractéristiques :
Le sanglier, l’écureuil, la fouine, le renard, les mésanges et autres oiseaux du sous bois se nourrissant de fruits, la Cigale plébéienne, le Bupreste du chêne, le Grand Bupreste du Pin, la Processionnaire du Pin, le Calosome, le Sphinx du Chêne, la Fourmi écussonnée, etc.

### Les eaux douces de l’intérieur
Les eaux douces de l’intérieur des terres exercent en général peu d’influence sur la végétation qui les borde car l’eau ruisselle et s’infiltre rapidement dans le sol. Les cours d’eau qui au contraire humidifient le sol alentour de manière plus importante ont tendance à permettre à des espèces aux caractéristiques non-méridionales de s’installer. En effet, les conditions d’aridités nécessaires aux espèces méditerranéennes n’étant pas remplies, des espèces typiques des régions plus au nord de l’Europe peuvent occuper les lieux. La température moyenne et le régime des précipitations vont tout de même permettre à des espèces typiquement méditerranéenne et suffisamment compétitives de s’installer.

### Les forêts de rives
La superficie des forêts de rives dépend de la faculté des berges à retenir l’eau. Si la pente du cours d'eau est faible, elle peut donc varier de quelques mètres à une centaine. Il règne dans ces forêts une atmosphère qui fait penser aux forêts tropicales, en raison de l’humidité et de la chaleur.
Flore :
La flore de ces milieux comprend 4 différents types d’espèces :
1. les espèces hydrophytes qui sont en général totalement immergée ou flottent à la surface de l’eau (les Lentilles d’eau, les Nénuphars…)
2. les espèces hélophytes qui conservent leur base submergée (le Plantain d'eau…)
3. les espèces ripicoles qui poussent sur la berge (l’Iris des marais, les Laîches…)
4. les espèces « terrienne » qui poussent plus en retrait sur la berge (les Peupliers, les Saules…)

Espèces caractéristiques :
Roselières, l’Aulne glutineux, les Peupliers blancs, les Peupliers noirs, le Saule Blancs, le Saule Rouge, l’Erable à feuilles de frêne, le Février d’Amérique, le Laurier sauce, le Cornouiller sanguin, le Frêne à feuilles étroites, le Fusains, le Troène, la Ficaire, la Monnaie du Pape, la Chélidoine, le Sureau noir, le Corroyère, l’Aubépine monogyne, le Houblon, la Clématite vigne blanche, les Potamots, les Etoiles d’eau, le Navet du Diable, les Orties, l’Arum d’Italie, les Myriophylles, les Cératophylles, les Nénuphars, la Véronique aquatique, le Plantain d’eau, les Lentilles d’eau, la Berle à feuilles larges, l’Iris des marais, les Laîches, le Cresson de fontaine, la Menthe à feuilles rondes, etc.
Faune :
Ces milieux humides ayant toujours attiré l’homme, il y a introduit de nombreuses espèces étrangères. Certaines se sont établies (notamment des poissons comme la Truite arc-en-ciel ou le Poisson-chat). Certaines espèces comme la Tortue de Floride, certaines écrevisses, le ragondin et certaines plantes envahissantes se sont si bien établies qu’elles sont maintenant problématiques et sont une menace réelle pour les espèces indigènes.
Espèces caractéristiques :
L’Æschne paisible, le Castor, la Truite fario, l’Achigan à grande bouche, la Tortue de Floride, la Sandre, la Perche soleil, le Poisson-chat, la Blennie fluviatile, la Gambusie, la Truite arc-en-ciel, le Chabot Petit, le Barbeau méridional, l’Écrevisse à pattes blanches, la Rainette méridionale, etc.

### Les falaises ou escarpements rocheux
Les escarpements rocheux du bassin méditerranéen sont un abri inespéré pour de nombreuses espèces d’oiseaux. En effet les trous dans la roche sont difficiles d’accès pour les prédateurs et les falaises exposées plein sud sont à l’abri des vents froids du nord. Le gel est plus rare au pied des falaises et les plantes qui y résident fleurissent en général plus tôt. À l’inverse, au sommet de ces dernières, les plantes sont soumises à l’aridité et doivent se contenter d’un encrage sommaire dans les fissures de la roche.
Flore :
Les arbres poussant sur les falaises doivent encrer leurs racines dans les fissures de la roche et sont sujets au vent, à la sécheresse et à un sol très pauvre. Ainsi ils sont souvent rabougris. Les graines sont amenées dans ces lieux inaccessibles par les oiseaux, le vent et le ruissellement.
Espèces caractéristiques :
Le Genévrier de Phénicie, le Pistachier lentisque, le Pistachier térébinthe, le Figuier, l’Amélanchier, divers Pins, le Micocoulier, l’Alysson épineux, la Germandrée jaune, la Pariétaire judaïque, la Campanule erinus, les Sédums, le Grand Muflier, etc.
Faune :
La faune des falaises comprend des reptiles et des insectes, mais surtout des oiseaux.
Espèces caractéristiques :
L’Hirondelle des rochers, le Vautour percnoptère, l’Aigle de Bonelli, le Hibou grand duc, le Grand corbeau, le Faucon crécerelle, l’Accenteur alpin, le Crave à bec rouge, le Tichodrome etc.

### Autres milieux
Dans la phytorégion méditerranéenne, de nombreux autres milieux, parfois moins importants en superficie, abritent des espèces qui leur sont propres. On peut par exemple citer les vieux murs de pierre, les cultures, les grottes et cavernes, les friches, talus et décombres, etc. Certaines régions, comme la Corse ou la Sardaigne, ont de hauts taux d’endémisme et représentent des niches écologique uniques au monde.

## Conservation
Dans la région méditerranéenne, les feux sauvages, les plantations de fruits et d’olives à échelle industrielle et la monoculture intensive ont entrainé la perte de nombreux habitats riches en espèces et ont eu un impact économique et social important, forçant les paysans à quitter les lieux pour trouver du travail ailleurs. De nombreuses masses d'eau comme les marais et les deltas ont été drainées afin de fournir de l'eau et d'agrandir les surfaces nécessaires aux cultures. Les nouvelles techniques agricoles impliquant pesticides, fertilisants et irrigation intensive entraînent la fragilisation des sols et la perte de nombreuses espèces. Par endroits, jusqu'à 80 % de l'eau douce est utilisée pour irriguer les terres cultivables, surexploitant les réserves d'eau disponibles et utilisées autrefois par la flore sauvage.
Le développement du tourisme et de l'urbanisation augmente également les périodes de sécheresse. L'eau est utilisée pour se nourrir, boire et se laver, mais également pour les piscines, les parcs aquatiques et les terrains de golf, de véritables gouffres à eau potable. En plus de cela, l'expansion de l'offre touristique sur le littoral entraine la destruction de nombreux milieux naturels de grande valeur. Dans de nombreux pays, la désertification due au manque d'eau avance jour après jour et l'équilibre entre l'offre d'eau et la demande atteint désormais un seul critique.
De nombreux plans ont été élaborés afin de tenter de préserver la faune et la flore méditerranéenne. La Turquie, le Liban et la Syrie en particulier, ont décidé d'étendre la surface de leurs aires protégées. Cependant, plusieurs aires déjà protégées ou qui le seront souffrent déjà de pénuries d'eau et de pollution, problèmes qui ne vont que s'intensifier avec le temps. Il est nécessaire d'atteindre un équilibre entre le développement humain et la conservation de la biodiversité. La directive "Habitats" de l'Union européenne (Natura2000) exige que les pays méditerranéens appartenant à l'Union européenne identifient et protègent les sites les plus riches en biodiversité.
Il est également nécessaire que des programmes de conservation issus de coopérations régionales aboutissent. C'est ce qu'a réalisé le Plan d'action pour la Méditerranée, qui, dirigé par les Nations unies au milieu des années 1970, a demandé la mise en place d'action régionales anti-pollution et de conservation de l'écosystème marin.
La destruction des zones côtières comme les estuaires, très riches en biodiversité, et la pression anthropique imposée aux terres devront être le centre de préoccupation des futurs plan de conservations. Le développement de l'agriculture durable en vue de maintenir le milieu rural tout en préservant la biodiversité est également un point crucial,.

## Sitographie
(mai 2025).
La mise en forme du texte ne suit pas les recommandations de Wikipédia : il faut le « wikifier ».
Les points d'amélioration suivants sont les cas les plus fréquents. Le détail des points à revoir est peut-être précisé sur la page de discussion.
- Les titres sont pré-formatés par le logiciel. Ils ne sont ni en capitales, ni en gras.
- Le texte ne doit pas être écrit en capitales (les noms de famille non plus), ni en gras, ni en italique, ni en « petit »…
- Le gras n'est utilisé que pour surligner le titre de l'article dans l'introduction, une seule fois.
- L'italique est rarement utilisé : mots en langue étrangère, titres d'œuvres, noms de bateaux, etc.
- Les citations ne sont pas en italique mais en corps de texte normal. Elles sont entourées par des guillemets français : « et ».
- Les listes à puces sont à éviter, des paragraphes rédigés étant largement préférés. Les tableaux sont à réserver à la présentation de données structurées (résultats, etc.).
- Les appels de note de bas de page (petits chiffres en exposant, introduits par l'outil «  Source ») sont à placer entre la fin de phrase et le point final[comme ça].
- Les liens internes (vers d'autres articles de Wikipédia) sont à choisir avec parcimonie. Créez des liens vers des articles approfondissant le sujet. Les termes génériques sans rapport avec le sujet sont à éviter, ainsi que les répétitions de liens vers un même terme.
- Les liens externes sont à placer uniquement dans une section « Liens externes », à la fin de l'article. Ces liens sont à choisir avec parcimonie suivant les règles définies. Si un lien sert de source à l'article, son insertion dans le texte est à faire par les notes de bas de page.
- La présentation des références doit suivre les conventions bibliographiques. Il est recommandé d'utiliser les modèles {{Ouvrage}}, {{Chapitre}}, {{Article}}, {{Lien web}} et/ou {{Bibliographie}}. Le mode d'édition visuel peut mettre en forme automatiquement les références.
- Insérer une infobox (cadre d'informations à droite) n'est pas obligatoire pour parachever la mise en page.

Pour une aide détaillée, merci de consulter Aide:Wikification.
Si vous pensez que ces points ont été résolus, vous pouvez retirer ce bandeau et améliorer la mise en forme d'un autre article.
 Conservation-nature, "Le Bassin méditerranéen"
 Natura 2000, "Natura 2000"
 Natura 2000, "Natura 2000 en région méditerranéenne"
 Ecosociosystemes.fr, "Typologie des sols"